# تاماش کاشاش
تاماش کاشاش (به مجاری: Tamás Kásás) ورزشکار مرد رشتهٔ واترپلو اهل کشور مجارستان است. وی در بین سال‌های ‎۲۰۰۰ تا ۲۰۰۸ میلادی در مسابقات بازی‌های المپیک تابستانی در مجموع ۳ مدال طلا را کسب کرد.